# Lluís IX de França
|  | Aquest article tracta sobre el rei de França. Vegeu-ne altres significats a «Sant Lluís (desambiguació)». |

Lluís IX de França (Poissy, prop de París, 1214 - Tunis, 1270), fou rei de França entre 1226 i 1270. És venerat com a sant per l'Església catòlica.

## Orígens familiars
Nasqué el 25 d'abril de 1214 al castell de Poissy sent el segon fill del rei Lluís VIII de França i Blanca de Castella. Era net per línia paterna de Felip II de França i Isabel d'Hainaut, i per línia materna d'Alfons VIII de Castella i Elionor d'Anglaterra. Fou germà del també rei Carles I de Nàpols i cosí germà de Ferran III de Castella.

## Ascens al tron
Fou coronat rei el 19 de novembre de 1226 a la catedral de Reims, amb tan sols dotze anys. Com rei massa jove, va tenir la regència de la seva mare Blanca de Castella que va durar fins al 1234, any en què Lluís IX fou considerat adult. Blanca però continuà sent consellera reial fins que va morir el 1252.
L'11 de maig del 1258 els representants de Jaume I el Conqueridor i de Lluís IX de França signen a Corbeil (Illa de França, França) el Tractat de Corbeil, segons el qual França reconeix definitivament la sobirania del rei d'Aragó sobre els comtats catalans.
Lluís IX es va distingir pel seu esperit de penitència i oració. Es va preocupar per la pau entre les nacions, va ser un monarca enèrgic que va defensar l'Església Catòlica. Considerat, especialment amb els pobres i desprotegits, va pertànyer a l'Orde de Sant Francesc d'Assís. Va fundar molts monestirs i va construir la famosa Santa Capella de París, a prop de la catedral, per a albergar una gran col·lecció de relíquies.
Va vèncer el rei Enric III d'Anglaterra a Taileburg el 1242. Després d'haver impulsat altres normes contra els jueus, els imposà l'obligació de portar un distintiu groc a la roba. Va dirigir personalment dues croades. En la Setena Croada va caure presoner a Egipte després de la batalla de Fariskur de 1250 i durant la Vuitena Croada va morir de disenteria prop de Tunis el 25 d'agost del 1270.

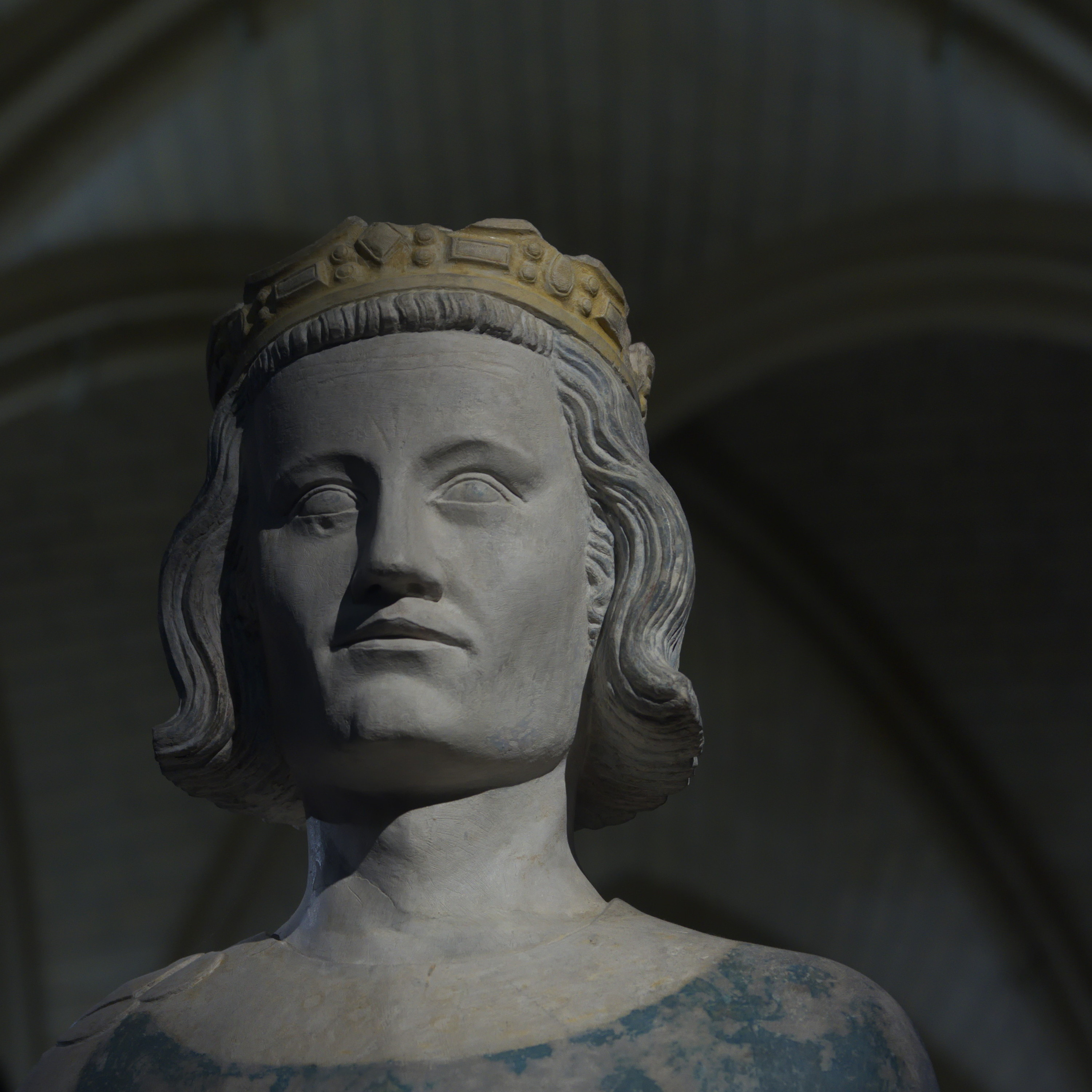
Escultura de la portalada de l'església de Mainneville (Eure, França), s. XIV, feta a partir d'un retrat fet en vida del rei
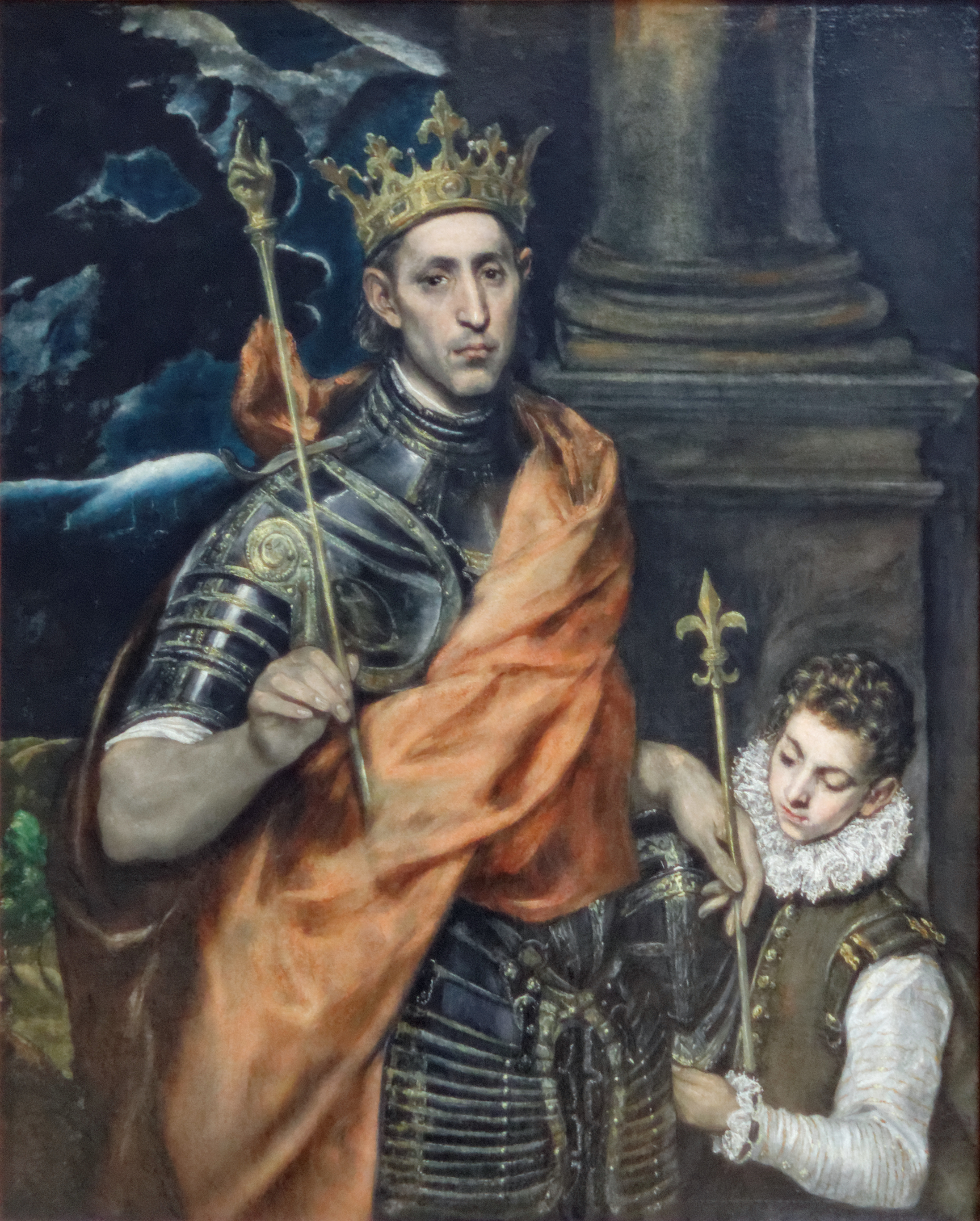
Lluís IX de França, pintat pel Greco, ca. 1592
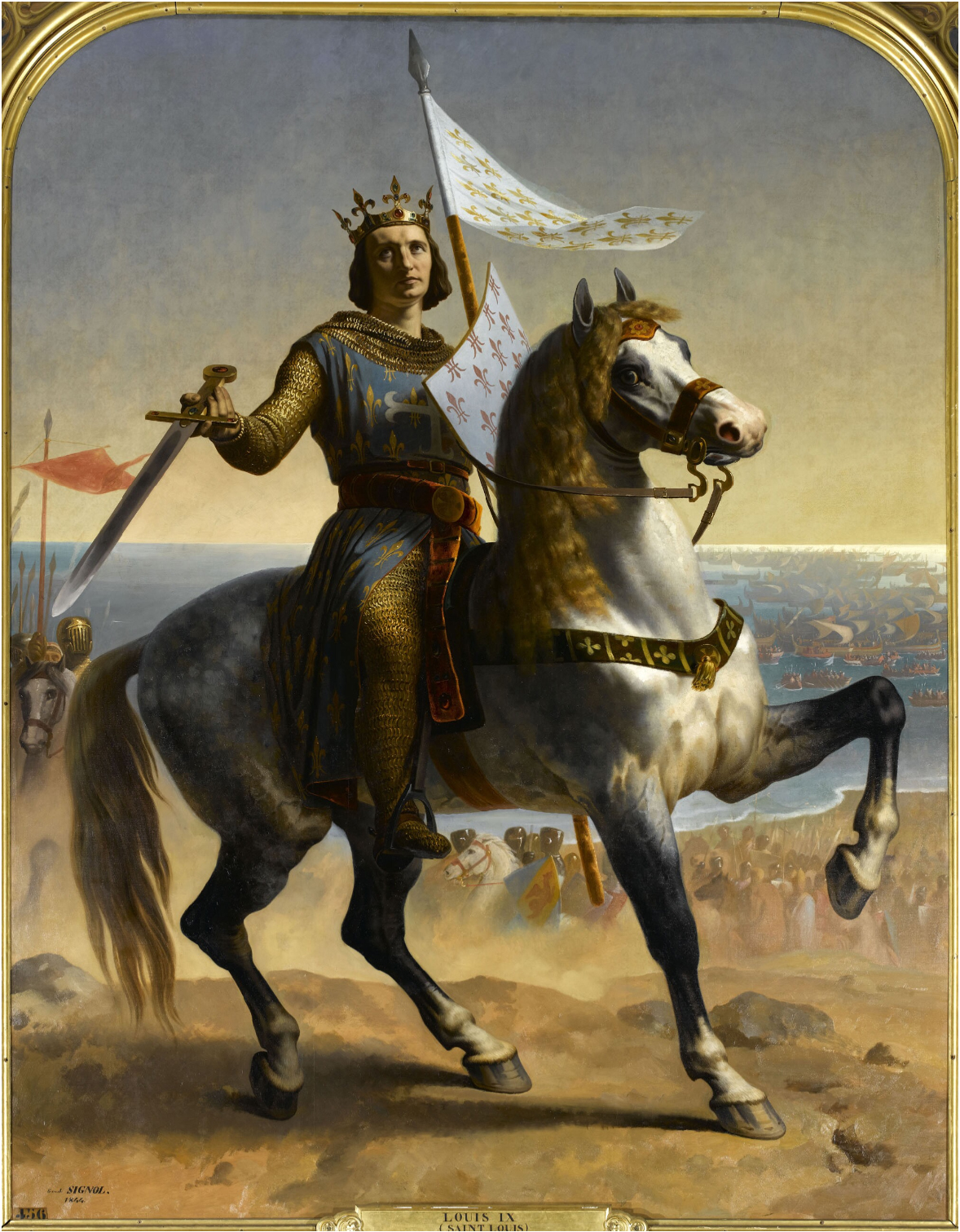
El sant a cavall, per Émile Signol, 1835 (Versailles, Musée du Château)
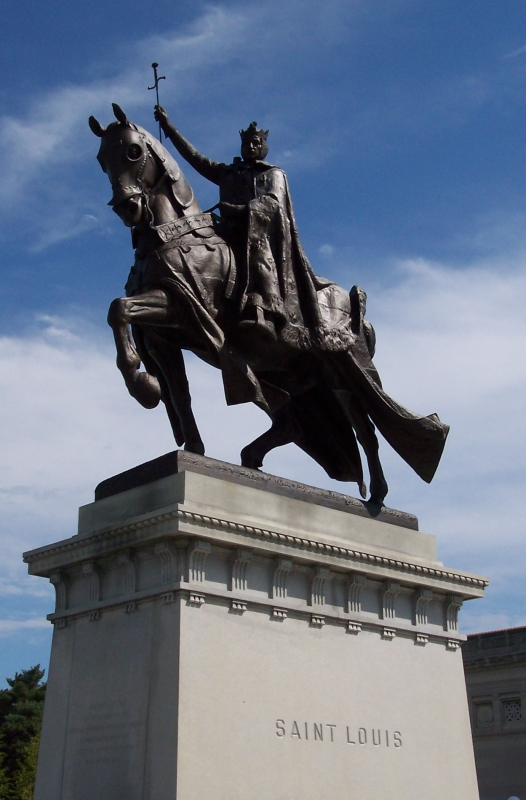
Escultura a Saint Louis (Missouri), 1904

## Núpcies i descendents
El 27 de maig de 1234 es va casar a la catedral de Sens amb Margarida de Provença, filla de Ramon Berenguer V de Provença i Beatriu de Savoia. D'aquest matrimoni van néixer onze fills.
- la princesa Blanca de França (1240-1243)
- la princesa Isabel de França (1242-1271), casada el 1258 amb Teobald II de Navarra
- el príncep Lluís de França (1244-1260)
- el príncep Felip III de França (1245-1285), rei de França
- el príncep Joan de França (1248)
- el príncep Joan-Tristà de França (1250-1270), comte de Valois
- el príncep Pere de França (1251-1284), comte d'Alençon
- la princesa Blanca de França (1252-1320), casada el 1269 amb l'infant de Castella Ferran de la Cerda
- la princesa Margarida de França (1254-1271), casada el 1270 amb el duc Joan I de Brabant
- el príncep Robert de França (1256-1317), comte de Clermont
- la princesa Agnès de França (1260-1327), casada el 1279 amb el duc Robert II de Borgonya

## Canonització
Lluís IX de França fou considerat un model de monarca cristià i fou canonitzat el 1297 pel papa Bonifaci VIII. El dies natalis se celebra el 25 d'agost.
Va ser contemporani de sant Tomàs d'Aquino i de sant Bonaventura.

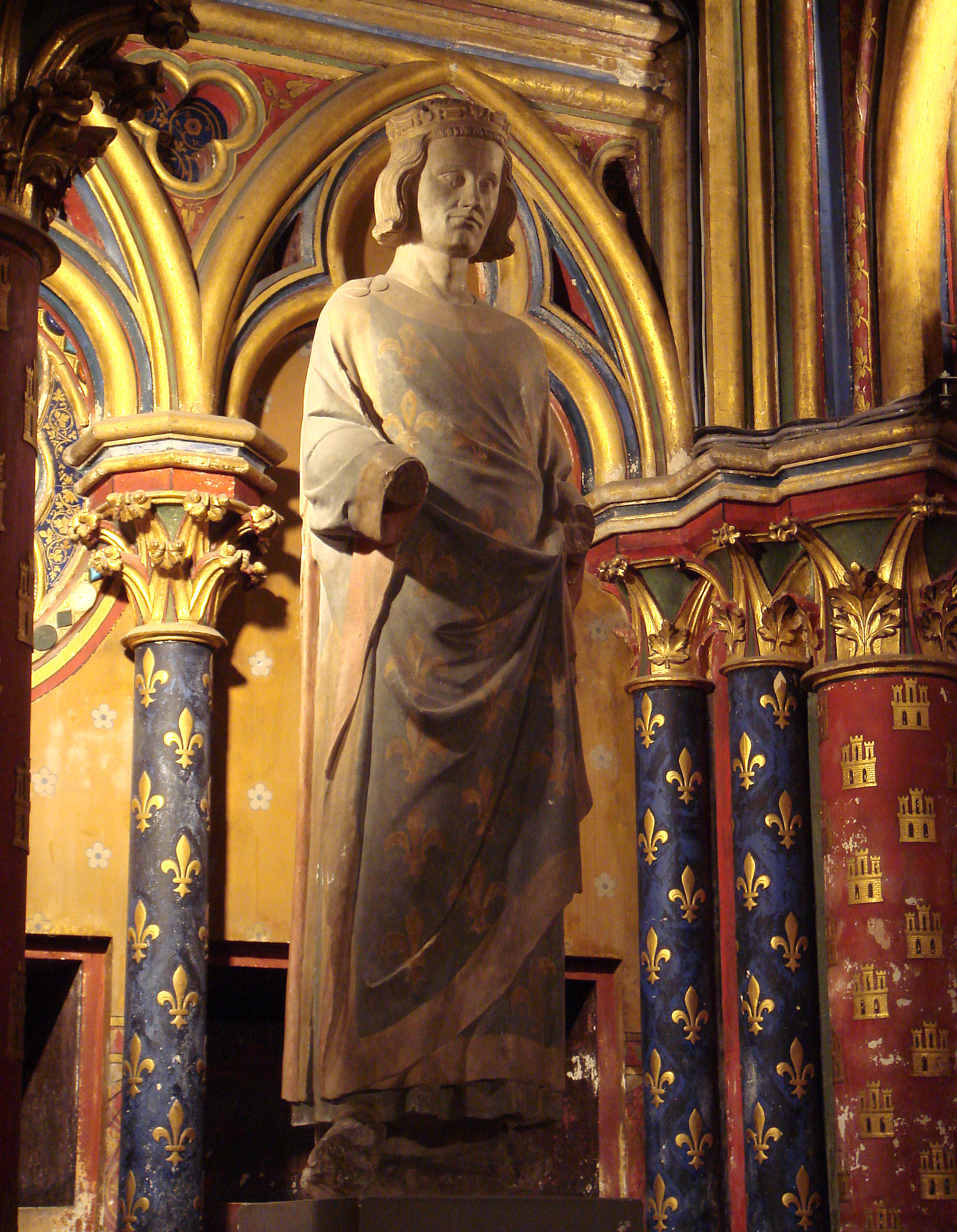
El rei a la Sainte-Chapelle de París (segle xiv)
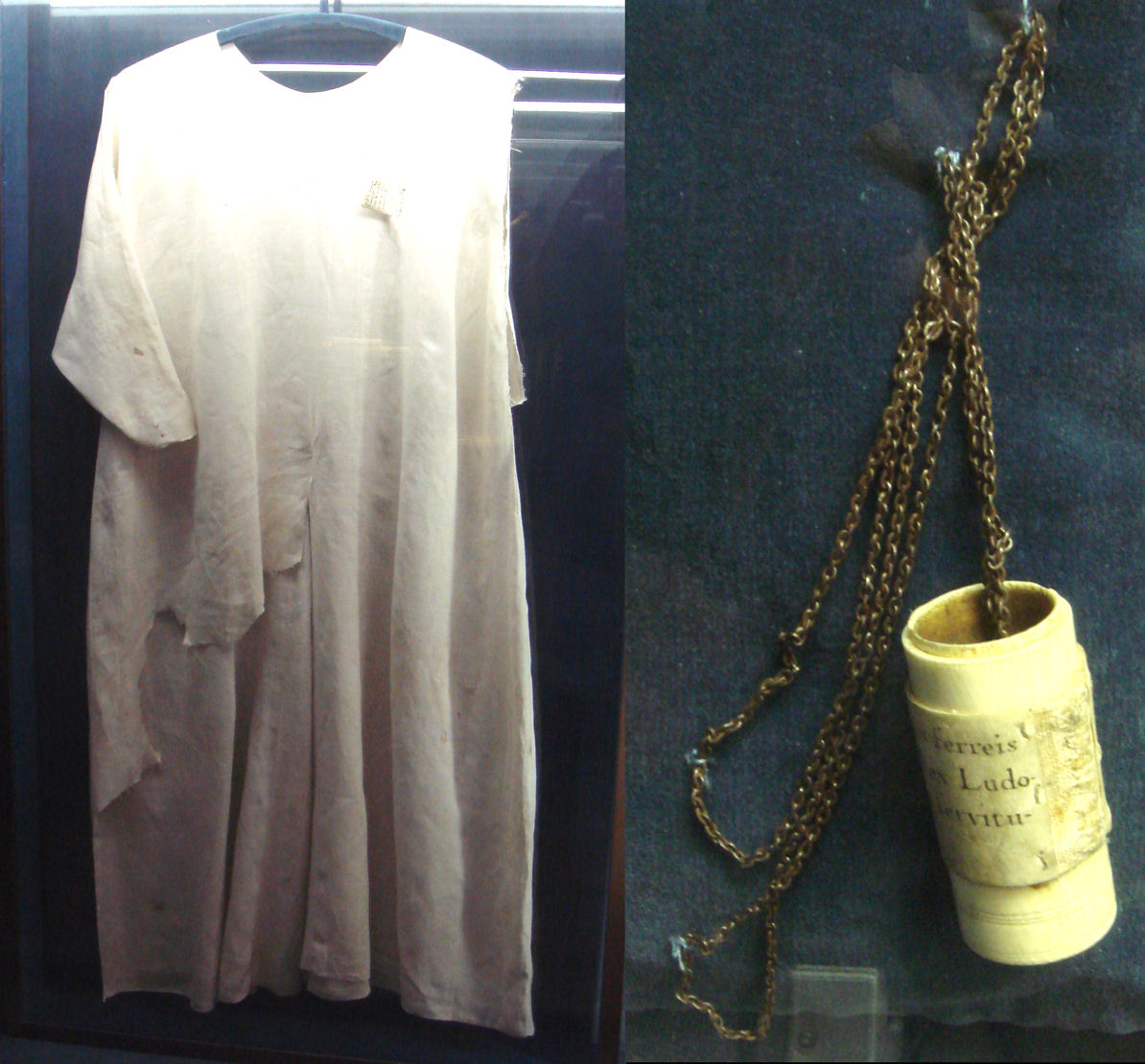
Túnica i cilici del rei (París, Notre-Dame)
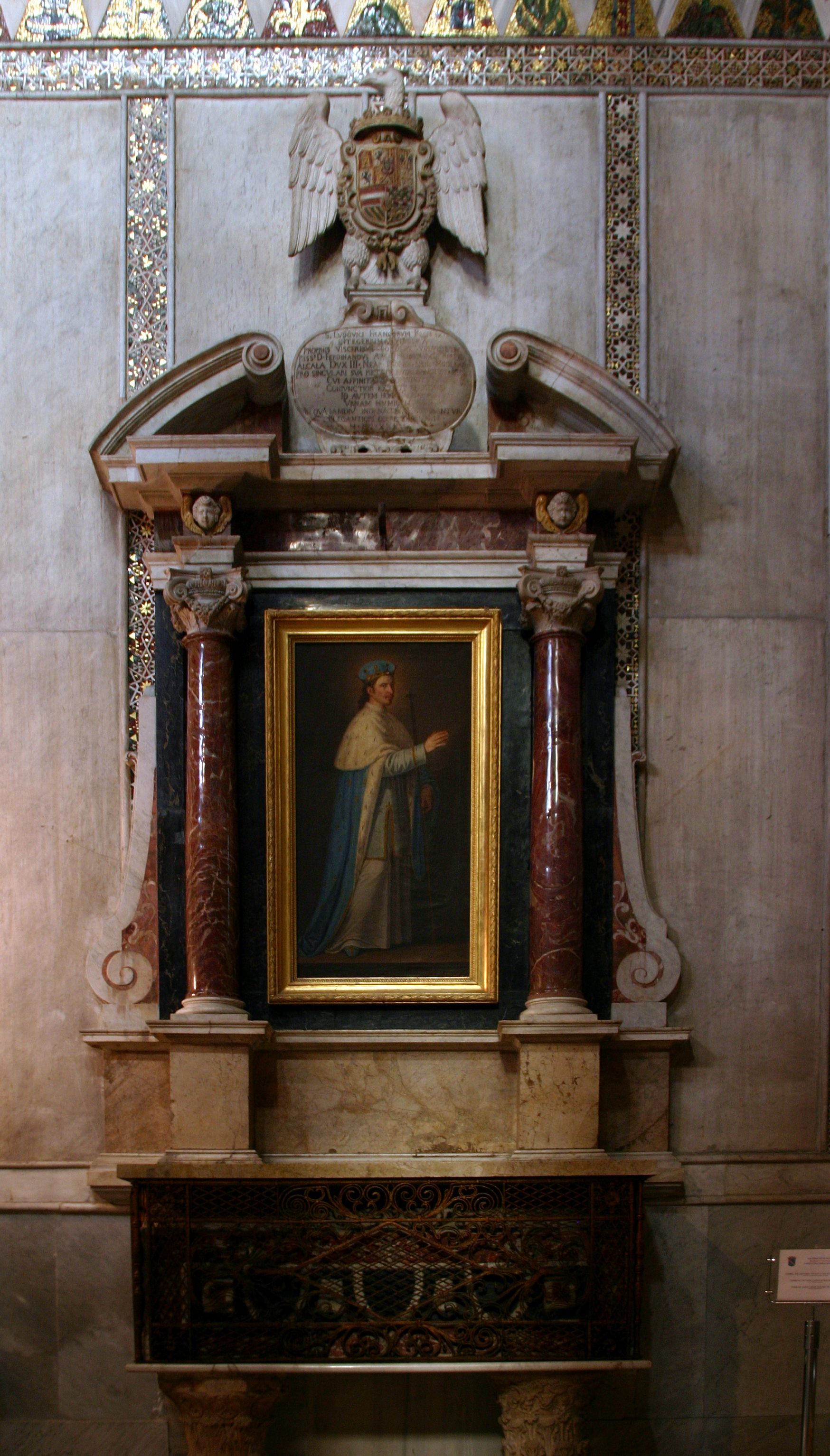
Altar de Sant Lluís a la Catedral de Monreale, on hi van ser les entranyes del sant
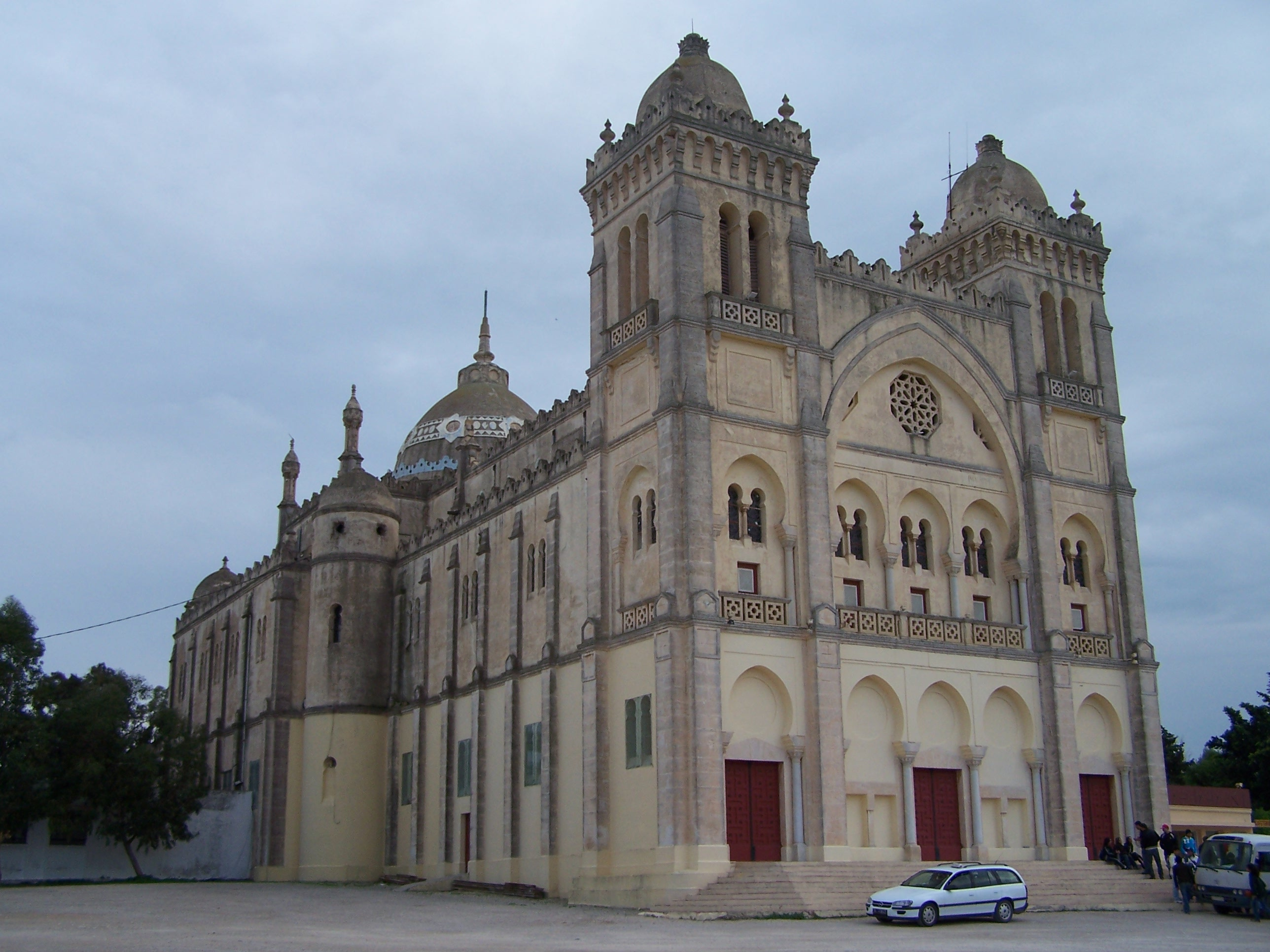
Catedral de Sant Lluís a Tunis, al lloc on va morir el sant i on van ser-hi part de les relíquies
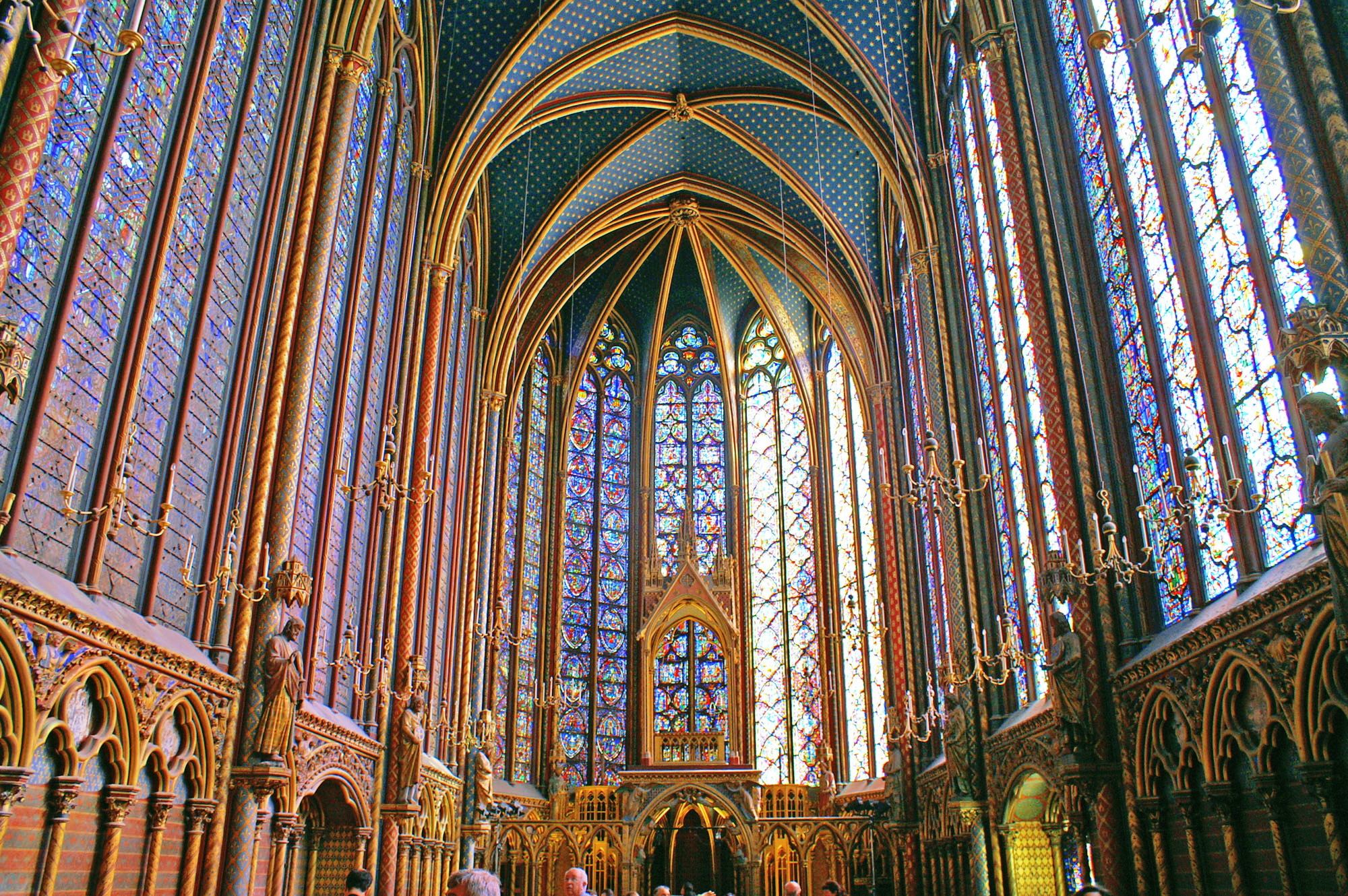
La Sainte-Chapelle de París, construïda pel rei, amb part de les seves relíquies

### Relíquies
El seu cos va ser enterrat a Tunis, on havia mort: encara se'n conserva l'indret anomenat Tombeau de Saint-Louis. D'allí, part de les entranyes va ser segellada en una urna i enviada a la Basilica of Monreale de Palerm. Amb ocasió de la consagració de la Catedral de Sant Lluís de Cartago, a Tunis, en 1890, les relíquies van ser-hi enviades i, finalment, quan Tunísia va independitzar-se de França, les relíquies van ser dipositades a la Sainte-Chapelle de París.
La resta del cos va ser enviat a Europa i, després de ser un temps a San Domenico de Bolonya, i de passar per Lió, arribà a la Catedral de Saint-Denis, prop de París. La tomba tenia un monument de llautó daurat fet al s. XIV; durant les guerres de religió del segle xvi va ser fos i les despulles del rei van desaparèixer. Avui, només en queda un dit a Saint-Denis.

## Obres artístiques basades en la seva vida
- Saint-Louis roi de France, òpera-oratori de Paul Claudel i Henri Doublier, amb música de Darius Milhaud, estrenada el 18 de març de 1972 a la RAI de Roma.